# Railway Building
Il Railway Building è uno storico edificio di Buenos Aires in Argentina.

## Storia
Al principio del XX secolo, le compagnie ferroviarie operanti in Argentina erano nella maggior parte in mano inglese (e in misura minore, francese). Verso la metà del primo decennio del XX secolo, le compagnie Ferrocarril del Sud, Ferrocarril Central Argentino, Ferrocarril del Oeste e Ferrocarril Buenos Aires al Pacífico decisero di concentrare i loro uffici in un unico edificio.
A questo fine incaricarono agli architetti Eustace Lauriston Conder, Paul Bell Chambers e Louis Newbery Thomas, che già avevano lavorato con loro nel'ultimo decennio, la realizzazione del nuovo edificio. Basandosi sul progetto del Ansonia Hotel di New York, questi progettarono un edificio combinando i gusti dello stile vittoriano e del più recente stile eduardiano. L'edificio venne così eretto a partire dal 1907 in un lotto d'angolo all'incrocio tra la Avenida Paseo Colón e la calle Adolfo Alsina. Questo era caratterizzato da un dislivello di sette metri, trovandosi sull'antica ripa del Río de la Plata. All'epoca della sua ultimazione era l'edificio più alto di Buenos Aires.
Superando l'altezza massima consentita dalla normativa edilizia di Buenos Aires dell'epoca, fu necessario ottenere un permesso speciale, valutato dalla commissione di estetica edilizia e concesso dal consiglio deliberante e dall'intendente Carlos Torcuato de Alvear. I lavori vennero ultimati nel 1910, ma quando un giornale di Buenos Aires denunciò che l'edificio pareva inclinarsi correndo rischi strutturali, la sua inaugurazione venne sospesa. Il palazzo venne infine occupato a partire dal 1914. Nel 1947 la proprietà dell'edificio passò a Ferrocarriles Argentinos e successivamente, nel 1955, ad Aerolíneas Argentinas.

## Descrizione
L'edificio si caratterizza per la torre d'angolo e per la sua copertura a mansarda.